# Adolfo Quintieri
Adolfo Quintieri (Cosença, 22 de maio de 1887 – Cosença, 13 de julho de 1970) foi um político italiano que serviu como prefeito de Cosenza (1946–1948), membro da Assembleia Constituinte (1946–1948) e deputado (1948–1953).